# Старий Яворув
Старий Яворув (пол. Stary Jaworów, нім. Alt Jauernick) — село в Польщі, у гміні Явожина-Шльонська Свідницького повіту Нижньосілезького воєводства.
Населення — 418 осіб (2011).
У 1975-1998 роках село належало до Валбжиського воєводства.

## Демографія
Демографічна структура станом на 31 березня 2011 року:
|          | Загалом | Допрацездатний вік | Працездатний вік | Постпрацездатний вік |
| -------- | ------- | ------------------ | ---------------- | -------------------- |
| Чоловіки | 208     | 35                 | 162              | 11                   |
| Жінки    | 210     | 37                 | 139              | 34                   |
| Разом    | 418     | 72                 | 301              | 45                   |